# 1981 en mathématiques
Cet article présente les faits marquants de l'année 1981 en mathématiques.

## Naissances
- 18 janvier : Adrian Ioana, mathématicien roumain.

- 18 février : Sara Zahedi, mathématicienne irano-suédoise.
- 24 février : Johannes Nicaise, mathématicien belge.
- 28 février : Erik D. Demaine, mathématicien, informaticien et artiste canadien-américain.
- sans date : Simon Brendle, mathématicien allemand.
- 2 juin : Svitlana Mayboroda, mathématicienne ukrainienne.
- 18 juillet : Wei Zhang, mathématicien chinois.
- 24 août : Vincent Calvez, mathématicien français.
- 21 novembre : Akshay Venkatesh, mathématicien indo-australien.
- Pierre-Emmanuel Caprace, mathématicien belge.
- Geordie Williamson, mathématicien australien.
- Xinyi Yuan, mathématicien chinois.

## Décès

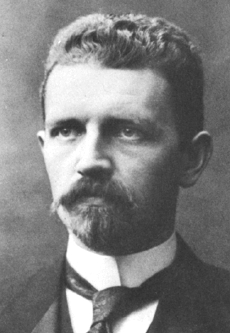
Niels Erik Nörlund

- 2 janvier : Cora Ratto de Sadosky (née en 1912), mathématicienne argentine.
- 18 janvier : Rufus Isaacs (né en 1914), mathématicien américain.
- 4 avril : Carl Siegel (né en 1896), mathématicien allemand.
- 29 avril : Félix Pollaczek (né en 1892), ingénieur et mathématicien franco-autrichien.
- 2 mai : George William Whaples (né en 1914), mathématicien américain.
- 4 juillet : Niels Erik Nörlund (né en 1885), mathématicien danois.
- 25 août : Leonidas Alaoglu (né en 1914), mathématicien canadien.
- 21 septembre : Henry Forder (né en 1889), mathématicien néo-zélandais.
- 29 octobre : Hugo Hadwiger (né en 1908), mathématicien suisse.
- 1er novembre : Stanisław Mazur (né en 1905), mathématicien polonais.
- 9 novembre : Lois Wilfred Griffiths (née en 1899), mathématicienne américaine.
- 26 novembre : Max Euwe (né en 1901), joueur d'échecs et mathématicien néerlandais.
- 25 décembre : Gheorghe Mihoc (né en 1906), mathématicien et statisticien roumain.